# 필 히스

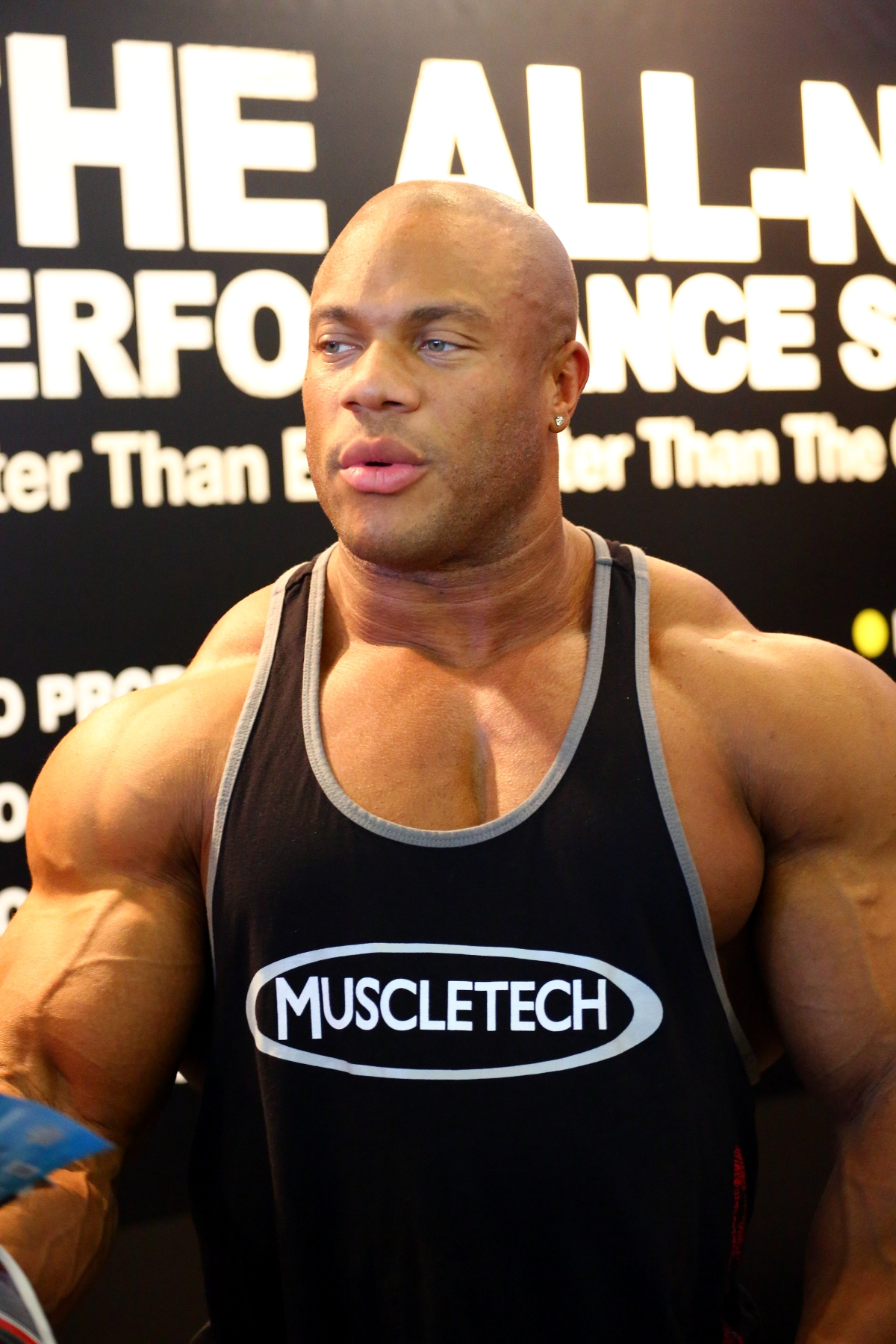

필 히스(Phil Heath, 1979년 12월 18일 ~ )는 미국의 보디빌더로, 2011년, 2012년, 2013년, 2014, 2015, 2016년, 2017년 미스터 올림피아 우승자이다.
한폭의 그림같은 완벽한 균형미를 갖추었으며, 그 큰 매스와 자연스레 조화를 이루는 돋보적인 세퍼레이션 역시 강점이다. 언제나 자신감이 넘치며 자기 자신을 "유전적으로 타고난 천재"라고 칭한다.
여러 선수들은 각자 하나의 육체적인 강점을 가지고 있기 마련인데(이를테면 그의 숙적 카이 그린은 아놀드 슈왈츠제네거를 연상케하는, 계란같이 봉곳 솟은 거대한 이두근이라던지),
보통은 그런 한두개의 강점이 오히려 육체 전체의 균형미를 저해하는 악영향을 초래하기도 한다. 하지만 필히스는 눈에 띄는 강점이라고 할만한걸 찾아볼 수 없다.
오히려 육체의 전반적인 부분이 모두 강하기 때문에, 근육 하나하나가 조화를 이루어 인체비율이 완벽하게 설계된 석고상과 같은 미학을 연출해낸다.
세퍼레이션, 균형미, 매스, 데피니션 이 네 가지를 모두 갖추면서 과하지 않은 균형미를 자아낸다 하지만 그에 비해 약간 오만한 성격 때문에 많은 안티팬 또한 보유하게 됐다